# Markus Pajur
Markus Pajur, né le 23 septembre 2000 à Kiili, est un coureur cycliste estonien.

## Biographie
En septembre 2020, la formation française Arkéa-Samsic annonce sa signature pour les deux prochaines saisons.

## Palmarès sur route

### Par année
- 2016
  -  Champion d'Estonie du contre-la-montre cadets
- 2018
  - 3e du championnat d'Estonie sur route juniors
- 2019
  - 3e du championnat d'Estonie sur route espoirs
- 2020
  - 2e du Puchar Ministra Obrony Narodowej
  - 3e du championnat d'Estonie du contre-la-montre
  - 3e du championnat d'Estonie du contre-la-montre espoirs
  - 4e du championnat d'Europe sur route espoirs
- 2022
  - 2e du championnat d'Estonie sur route espoirs
- 2023
  - Lauri Aus Memorial
  - 2e du Mémorial Fred De Bruyne
  - 2e de l'Oost-Vlaamse Sluitingsprijs
- 2024
  - Circuit de la Vallée du Bédat
  - Circuit des Quatre Cantons
  - Grand Prix de Vougy
  - Circuit Boussaquin
  - Elva Rattamaraton
  - Souvenir Pierre-Chany
  - 2e du Prix de Pélussin
  - 3e du championnat d'Estonie sur route
- 2025
  - Grand Prix de Manduel
  - Grand Prix de Monpazier
  - 2e de la Nocturne de Bruch
  - 2e du Prix de Val-Revermont

### Classements mondiaux
| Année                                 | 2019  | 2020 | 2021 | 2022  | 2023  | 2024  |
| ------------------------------------- | ----- | ---- | ---- | ----- | ----- | ----- |
| Classement mondial                    | 1851e | 298e | 752e | 1139e | 1381e | 1765e |
| UCI Europe Tour                       | 1218e | 246e | 594e | 807e  | nc    | nc    |
|                                       |       |      |      |       |       |       |
| Légende : nc = non classéSource : UCI |       |      |      |       |       |       |

## Palmarès en cyclo-cross
| - 2015-2016 - Champion d'Estonie de cyclo-cross cadets - 2016-2017 - Champion d'Estonie de cyclo-cross cadets - 2017-2018 - Champion d'Estonie de cyclo-cross juniors - 2018-2019 - Champion d'Estonie de cyclo-cross juniors - 2019-2020 - Champion d'Estonie de cyclo-cross espoirs | - 2020-2021 - 2e du championnat d'Estonie de cyclo-cross espoirs - 3e du championnat d'Estonie de cyclo-cross - 2022-2023 - 3e du championnat d'Estonie de cyclo-cross - 2023-2024 - Champion d'Estonie de cyclo-cross - 2024-2025 - 2e du championnat d'Estonie de cyclo-cross |  |

## Palmarès en VTT

### Championnats nationaux
| - 2017 - Champion d'Estonie de cross-country juniors - 2018 - Champion d'Estonie de cross-country juniors - 2019 - 3e du championnat d'Estonie de cross-country marathon - 3e du championnat d'Estonie de cross-country - 2020 - 3e du championnat d'Estonie de cross-country - 2023 - Champion d'Estonie de cross-country - Champion d'Estonie de cross-country short track | - 2024 - Champion d'Estonie de cross-country - Champion d'Estonie de cross-country short track - 2e du championnat d'Estonie de cross-country eliminator - 2025 - Champion d'Estonie de cross-country - 2e du championnat d'Estonie de cross-country eliminator - 3e du championnat d'Estonie de cross-country short track |  |